# Pukkelen
Die Pukkelen (norwegisch für Buckel) sind eine Gruppe von Felsvorsprüngen im ostantarktischen Königin-Maud-Land. Im Gebirge Sør Rondane ragen sie westlich der Bollene nahe dem Kopfende des Byrdbreen auf.
Norwegische Kartografen, die sie auch deskriptiv benannten, kartierten die Felsen 1957 anhand von Luftaufnahmen, die bei der US-amerikanischen Operation Highjump (1946–1947) entstanden waren.